# Passeport diplomatique agent K 8
Pour plus de détails, voir Fiche technique et Distribution.
Passeport diplomatique agent K 8 est un film franco-italien  réalisé par Robert Vernay, sorti en 1965.

## Fiche technique
- Titre : Passeport diplomatique agent K 8
- Réalisation : Robert Vernay
- Assistant : Paul Vecchiali
- Scénario et dialogues : Solange Térac, d'après le roman de Maurice Dekobra
- Photographie : Paul Soulignac
- Son : Jacques Gallois
- Musique : Raphaël Biondi
- Décors : Guido Fiorini
- Montage : Jacques Mavel
- Sociétés de production : Carmina Films - Euro-Condor - Société Nouvelle de Cinématographie
- Pays :  France -  Italie
- Genre : Film d'espionnage
- Durée : 105 minutes
- Date de sortie : France, 31 mars 1965

## Distribution
- Roger Hanin : Mirmont
- Christiane Minazzoli : Eva
- Lucien Nat : Professeur Wilkowski
- René Dary : le chef de la D.S.T.
- René Blancard : Raddel
- Antonio Passalia : Serge Alerio
- Yves Barsacq : le laborantin
- Donald O'Brien : Dolbry
- Madeleine Lambert : la tante